# Campionati mondiali di canoa/kayak slalom 1997
I XXV Campionati mondiali di canoa/kayak di slalom si sono svolti a Três Coroas (Brasile).

## Podi

### Uomini
| Evento        | Oro                                                 | Perform. | Argento                                                           | Perform. | Bronzo                                                | Perform. |
| Canoa         |                                                     |          |                                                                   |          |                                                       |          |
| C-1           | Slovacchia Michal Martikán                          |          | Rep. Ceca Lukáš Pollert                                           |          | Regno Unito Gareth Marriott                           |          |
| C-1 a squadre | Slovacchia Michal Martikán Juraj Minčík Juraj Ontko |          | Francia Patrice Estanguet Tony Estanguet Yves Narduzzi            |          | Slovenia Simon Hocevar Gregor Terdic Sebasjan Linke   |          |
| C-2           | Francia Franck Addison Wilfrid Forgues              |          | Germania Michael Senft Andre Ehrenburg                            |          | Rep. Ceca Jirí Rohan Miroslav Šimek                   |          |
| C-2 a squadre | Francia                                             |          | Rep. Ceca                                                         |          | Germania                                              |          |
| Kayak         |                                                     |          |                                                                   |          |                                                       |          |
| K-1           | Germania Thomas Becker                              |          | Stati Uniti Scott Shipley                                         |          | Regno Unito Paul Ratcliffe                            |          |
| K-1 a squadre | Regno Unito Paul Ratcliffe Ian Raspin Shaun Pearce  |          | Francia Vincent Fondeviole Jean-Michel Regnier Ludovic Boulesteix |          | Germania Thomas Becker Jochen Lettmann Holger Häffner |          |

### Donne
| Evento        | Oro                                                | Perform. | Argento                                          | Perform. | Bronzo                                                 | Perform. |
| Kayak         |                                                    |          |                                                  |          |                                                        |          |
| K-1           | Francia Brigitte Guibal                            |          | Rep. Ceca Stepánka Hilgertová                    |          | Stati Uniti Cathy Hearn                                |          |
| K-1 a squadre | Germania Evi Huss Gordula Striepecke Mandy Planert |          | Francia Anouk Loubie Anne Boixel Brigitte Guibal |          | Regno Unito Rachel Crosbee Lynn Simpson Heather Corrie |          |

## Medagliere
| Posizione | Paese       | Oro | Argento | Bronzo | Totale |
| --------- | ----------- | --- | ------- | ------ | ------ |
| 1         | Francia     | 3   | 3       | 0      | 6      |
| 2         | Germania    | 2   | 1       | 2      | 5      |
| 3         | Slovacchia  | 2   | 0       | 0      | 2      |
| 4         | Regno Unito | 1   | 0       | 3      | 4      |
| 5         | Rep. Ceca   | 0   | 3       | 1      | 4      |
| 6         | Stati Uniti | 0   | 1       | 1      | 2      |
| 7         | Slovenia    | 0   | 0       | 1      | 1      |
| Totale    | Totale      | 8   | 8       | 8      | 24     |